# Mukdahan (thị xã)
Mukdahan (tiếng Thái: มุกดาหาร, nghĩa là "hòn ngọc mắt thiên nga") là thủ phủ của tỉnh Mukdahan, Thái Lan, tọa lạc tại vùng (Isan) của Thái Lan, bên bờ sông Mekong. Dân số của thành phố này năm 2000 là 100.000 dân. Thành phố này được Chankinnaree, hoàng tử của  Phonsim thành lập năm 1770 làm một thành phố vệ tinh của  Udon Thani. Cầu Hữu Nghị Lào Thái 2 bắc  qua sông Mekong nối với  Savannakhet, Lào đã được hoàn thành tháng 12 năm 2006.